# Corinne Faut
Corinne Faut (Elsene, 10 mei 1960) is een Belgisch militair. Ze was van 2009 tot 2014 directeur-generaal van het Koninklijk Hoger Instituut voor Defensie, een van de belangrijkste officieren van België. Ze werd in 2014 bevorderd tot brigadegeneraal en benoemd tot directeur-generaal van de directie Communicatie van Defensie.
Ze is in 1982 afgestudeerd als licentiate in de luchtvaart- en militaire wetenschappen aan de Koninklijke Militaire School, 118e Promotie Alle Wapens. Ze werkte op de Staf van de Luchtmacht mee aan het personeelsbeleid en aan de langetermijnvisie voor de Krijgsmacht . Ze werd in december 2000 benoemd tot luitenant-kolonel van het Vliegwezen. Tijdens haar carrière was Corinne Faut van 2002 tot 2008 werkzaam aan het Militair Huis van de Koning onder Albert II.